# Dahmeradweg

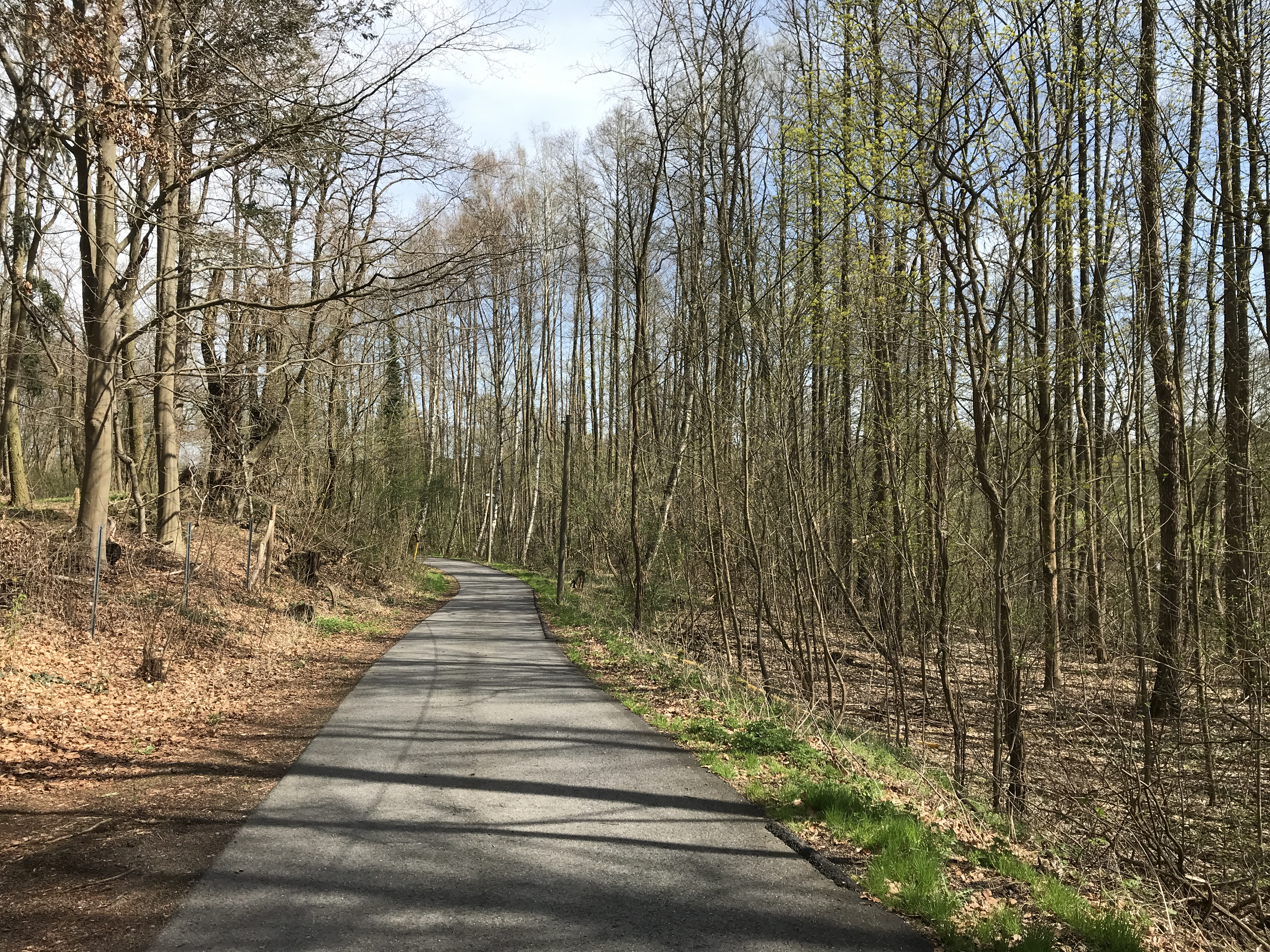
Dahmeradweg bei Märkisch Buchholz

Der Dahmeradweg (Eigenschreibweise DahmeRadweg, auch die Schreibung Dahme-Radweg ist verbreitet) ist ein Radwanderweg entlang des Flusses Dahme durch die Bundesländer Brandenburg und Berlin. Er wurde 2009 eröffnet, der Abschnitt auf Berliner Gebiet im Herbst 2015 fertiggestellt. Der Radweg verbindet die Dahmequelle bei Schöna-Kolpien über die Städte Dahme/Mark, Golßen, Märkisch Buchholz, Königs Wusterhausen mit Berlin-Köpenick an der Mündung der Dahme in die Spree. Er ist 123 Kilometer lang.

## Verlauf

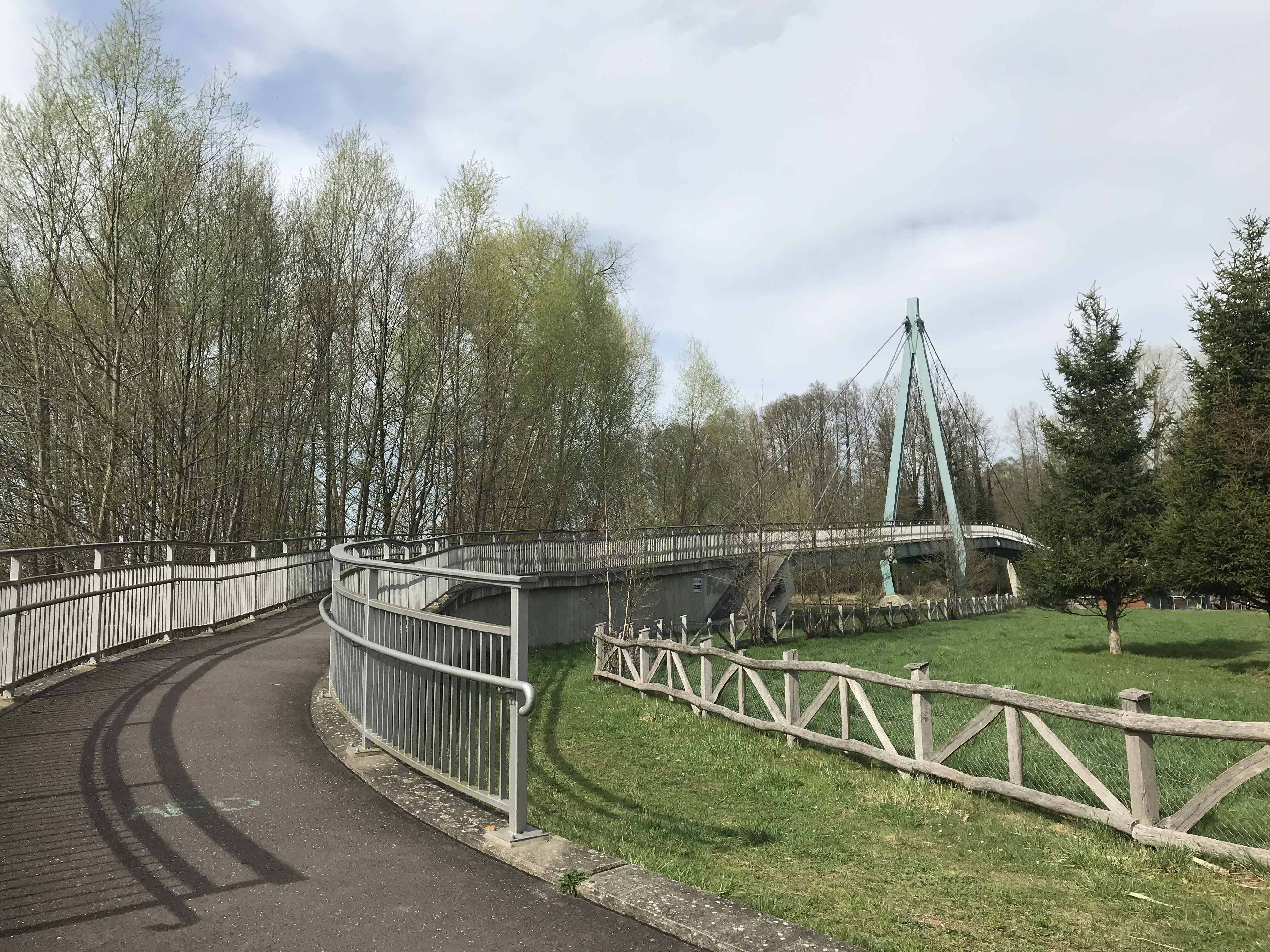
Radlerbrücke zwischen Friedrichsbauhof und Dolgenbrodt

Die Quelle der Dahme liegt bei Schöna-Kolpien mitten im Wald. Der Radweg ist erst ab dieser Quelle ausgeschildert, mögliche Anfahrrouten führen vom Bahnhof Luckau-Uckro an der Bahnstrecke Berlin–Dresden oder dem Bahnhof Oehna an der Bahnstrecke Jüterbog–Röderau, die beide von Berlin aus mit Regionalexpress-Zügen erreichbar sind. Vom Ort Schöna-Kolpien führt der Weg überwiegend auf Nebenstraßen in die Stadt Dahme/Mark, wo Anschluss zum Flaeming-Skate besteht. Er folgt dann dem Fluss in Richtung Osten, teils auf eigener Trasse, teils auf Nebenstraßen. In diesem Abschnitt gibt es mehrere alte Wassermühlen am Fluss.
Hinter der Kreuzung mit der Bahnstrecke Berlin–Dresden wendet sich der Weg nach Norden und führt über Drahnsdorf nach Golßen. Von dort geht es überwiegend in nordöstlicher Richtung abseits größerer Orte nach Märkisch Buchholz. Hinter der Stadt verläuft der Radweg einige Kilometer neben der Bundesstraße 179, anschließend auf Waldwegen nach Prieros. Zwischen Friedrichsbauhof und Dolgenbrodt wird auf einer 2008 eröffneten Radlerbrücke die Dahme überquert. Hinter Bindow wendet sich der Weg nach Westen und führt meist auf vorhandenen Landstraßen über Kablow und Zernsdorf nach Königs Wusterhausen.
Der Stadtkern von Königs Wusterhausen ist nicht direkt, sondern nur über einen Abstecher zu erreichen. Der Weg bleibt am rechten Dahmeufer und führt nach Norden in Richtung Wernsdorf, von dort weiter nach Westen auf Berliner Gebiet nach Schmöckwitz. Weiter geht es auf dem linken Dahmeufer nach Berlin-Grünau, wo der Fluss mittels der Fähre nach Wendenschloss überquert wird. Das letzte Teilstück des Weges führt auf dem rechten Dahmeufer bis zur Mündung in Köpenick.
Bis auf einige kurze Abschnitte ist der Weg asphaltiert. Er ist mit mehreren anderen Radrouten verknüpft, so in Dahme/Mark mit dem Flaeming-Skate und in Köpenick mit dem Europaradweg R1. In Königs Wusterhausen und Märkisch Buchholz ist der Dahmeradweg mit dem Hofjagdweg verbunden, sodass eine Rundtour über beide Wege möglich ist.